# Liste der Hörfunksender in Singapur
In der folgenden Liste sind die Hörfunkprogramme, die in Singapur produziert bzw. ausgestrahlt werden, aufgeführt. Die Programme sind nach ihren Betreibern sortiert.

## Vorbemerkung
Der Singapurer Hörfunkmarkt wird im Wesentlichen von der MediaCorp dominiert. Des Weiteren gibt es Programme von SAFRA Radio und Unionworks. Die Programme werden in den Landessprachen Englisch, Chinesisch, Malaiisch und Tamil produziert. Darüber hinaus gibt es ein Programm mit Beiträgen in deutscher und französischer Sprache. Des Weiteren sind Programme vom benachbarten Malaysia auch in Singapur zu empfangen.

## Staatlich
- Radio Singapore International (Auslandsdienst; SW; indonesisch, chinesisch, englisch, malaiisch)

## MediaCorp
- MediaCorp TV – Simulcast von Fernsehprogramm TVMobile (UKW; Englisch)
- Ria 89.7 FM – Pop-Musiksender (UKW; Malaiisch, Englisch)
- Gold 90.5 FM 	– Oldie-Musiksender (UKW, DAB; Englisch)
- Symphony 92.4 FM – Klassische Musik (UKW, DAB; Englisch)
- YES 93.3 FM (chinesisch 醉心频道) – Contemporary Hit Radio (UKW, DAB; Chinesisch)
- 938LIVE! – Nachrichten (UKW, DAB; Englisch)
- Warna 94.2 FM – Vollprogramm (UKW; Malaiisch)
- Class 95 FM – Adult-Contemporary-Radiosender (UKW, DAB; Englisch)
- Capital Radio 95.8 FM (chinesisch 城市频道) – Infotainment und Oldies (UKW; Chinesisch)
- International Channel 96.3 FM – Vollprogramm mit Sendungen auf Deutsch, Französisch und Japanisch. Die deutschsprachigen Sendungen werden von der Deutschen Welle und die französischsprachigen von Radio France Internationale übernommen (UKW)
- Oli 96.8 FM (tamilisch ஒலி) – Vollprogramm und Infotainment (UKW; Tamilisch)
- Love 97.2 FM (chinesisch 最爱频道) – (UKW, DAB; Chinesische und Englische Sprache)
- 987 FM – Contemporary Hit Radio (UKW, DAB; Englisch)
- Lush 99.5 FM – (UKW, DAB; Englisch)
- Radio Singapore International – (Kurzwelle; Englisch, Malaiisch, Indonesisch, Hochchinesisch)
- Cruise – (DAB)
- Club Play – (DAB)
- JK-Pop  – (DAB)
- Chinese Evergreens – (DAB)
- Planet Bollywood  – (DAB)
- Bloomberg – (DAB)

## SAFRA Radio
- Dongli 88.3 (动力) – Contemporary Hit Radio (UKW; Chinesisch)
- Power 98 – Contemporary Hit Radio (UKW; Englisch)

## Unionworks
- WKRZ 91.3 FM – Contemporary Hit Radio (UKW; Englisch)
- FM1003 – Contemporary Hit Radio (UKW; Chinesisch)

## Weitere Anbieter
- BBC World Service – Nachrichten (UKW; Englisch)